# Alosimus crabrerai
Alosimus crabrerai là một loài bọ cánh cứng trong họ Meloidae. Loài này được Escalera miêu tả khoa học năm 1923.